# Takumi Miyayoshi
Takumi Miyayoshi (født 7. august 1992) er en japansk fodboldspiller.
Han har spillet for flere forskellige klubber i sin karriere, herunder Kyoto Sanga FC, Kataller Toyama, Sanfrecce Hiroshima og Hokkaido Consadole Sapporo.